# Rhodophoneus cruentus
Rhodophoneus cruentus là một loài chim trong họ Malaconotidae.